# Siergiej Rożkow
Siergiej Leonidowicz Rożkow (ros. Сергей Леонидович Рожков, ur. 1 kwietnia 1972 w Murmańsku) – rosyjski biathlonista, wielokrotny medalista mistrzostw świata.

## Kariera
Karierę rozpoczął w 1986 r. Pierwszy sukces osiągnął w 1988 roku, kiedy na mistrzostwach świata juniorów w Chamonix zdobył brązowy medal w biegu indywidualnym. W zawodach Pucharu Świata zadebiutował 7 grudnia 1995 roku w Östersund, gdzie w biegu indywidualnym zajął 15. miejsce. Tym samym już w debiucie zdobył pierwsze punkty. Na podium zawodów tego cyklu po raz pierwszy stanął 7 marca 1996 roku w Pokljuce, wygrywając rywalizację w biegu indywidualnym. W zawodach tych wyprzedził dwóch rodaków: Władimira Draczowa i Wiktora Majgurowa. W kolejnych startach 19 razy stawał na podium, odnosząc przy tym jeszcze trzy zwycięstwa: 14 grudnia 2001 roku w Anterselvie wygrał bieg indywidualny, a 19 grudnia 2003 roku w Osrblie i 11 lutego 2005 roku w Pragelato triumfował w sprintach. Najlepsze wyniki osiągnął w sezonie 2004/2005, kiedy zajął piąte miejsce w klasyfikacji generalnej. Ponadto w sezonie 1997/1998 zajął trzecie miejsce w klasyfikacji biegu pościgowego.
Na mistrzostwach świata w Ruhpolding w 1996 roku wspólnie z Draczowem, Majgurowem i Pawłem Muslimowem zajął drugie miejsce w biegu drużynowym. W tej samej konkurencji Rosjanie w składzie: Władimir Draczow, Aleksiej Kobielew, Siergiej Rożkow i Wiktor Majgurow wywalczyli brązowy medal podczas mistrzostw świata w Pokljuce/Hochfilzen w 1998 roku. Na rozgrywanych rok później mistrzostwach świata w Kontiolahti razem z Majgurowem, Draczowem i Pawłem Rostowcewem zajął drugie miejsce w sztafecie. Następnie podczas mistrzostw świata w Oslo/Lahti Rosjanie w tym samym składzie zdobyli złoto. Kolejne srebrne medale w sztafecie zdobył na mistrzostwach świata w Chanty-Mansyjsku w 2003 roku i rozgrywanych dwa lata później mistrzostwach świata w Hochfilzen. W 2005 roku zdobył także srebrny medal podczas mistrzostw świata sztafet mieszanych w Chanty-Mansyjskuu. Startował tam razem z Anną Bogalij-Titowiec, Olgą Zajcewą i Siergiejem Czepikowem. Był też między innymi czwarty w biegu pościgowym na MŚ 2003 oraz w biegu indywidualnym na MŚ 1997 i MŚ 2001.
W 2002 roku wystartował na igrzyskach olimpijskich Salt Lake City w 2002 roku, zajmując między innymi 12. miejsce w biegu indywidualnym i czwarte w sztafecie. Brał też udział w igrzyskach w Turynie cztery lata później, gdzie w swoim jedynym starcie zajął 20. pozycję w biegu masowym.
Kilkukrotnie zdobywał medale mistrzostw Europy, w tym złote w biegu pościgowym na mistrzostwach Europy w Ridnaun (1996) oraz w biegu indywidualnym podczas mistrzostw Europy w Windischgarsten (1997) i mistrzostw Europy w Mińsku (1998).

## Osiągnięcia

### Igrzyska olimpijskie
| Rok  | Miejscowość    | Konkurencje | Konkurencje | Konkurencje | Konkurencje | Konkurencje | Konkurencje | Konkurencje |
| Rok  | Miejscowość    | IN          | SP          | PU          | MS          | RL          | MR          | SR          |
| ---- | -------------- | ----------- | ----------- | ----------- | ----------- | ----------- | ----------- | ----------- |
| 2002 | Salt Lake City | 12.         | 51.         | 27.         | nd.         | 4.          | nd.         | –           |
| 2006 | Turyn          | –           | –           | –           | 20.         | –           | nd.         | –           |

### Mistrzostwa świata
| Rok  | Miejscowość         | Konkurencje | Konkurencje | Konkurencje | Konkurencje | Konkurencje | Konkurencje | Konkurencje |
| Rok  | Miejscowość         | IN          | SP          | PU          | MS          | RL          | MR          | SR          |
| ---- | ------------------- | ----------- | ----------- | ----------- | ----------- | ----------- | ----------- | ----------- |
| 1996 | Ruhpolding          | –           | –           | nd.         | nd.         | –           | nd.         | –           |
| 1997 | Osrblie             | 4.          | –           | –           | nd.         | –           | nd.         | –           |
| 1998 | Pokljuka/Hochfilzen | nd.         | nd.         | 6.          | nd.         | nd.         | nd.         | –           |
| 1999 | Kontiolahti/Oslo    | –           | 53.         | 18.         | –           | 2.          | nd.         | –           |
| 2000 | Oslo/Lahti          | 40.         | 9.          | 11.         | –           | 1.          | nd.         | –           |
| 2001 | Pokljuka            | 4.          | 20.         | 15.         | 7.          | 4.          | nd.         | –           |
| 2002 | Oslo                | nd.         | nd.         | nd.         | 17.         | nd.         | nd.         | –           |
| 2003 | Chanty-Mansyjsk     | 11.         | 15.         | 4.          | 25.         | 2.          | nd.         | –           |
| 2004 | Oberhof             | 6.          | 7.          | 10.         | 14.         | 5.          | nd.         | –           |
| 2005 | Hochfilzen          | –           | 14.         | 17.         | 27.         | 2.          | nd.         | –           |
| 2005 | Chanty-Mansyjsk     | nd.         | nd.         | nd.         | nd.         | nd.         | 2.          | –           |
| 2007 | Anterselva          | 15.         | –           | –           | 13.         | 1.          | –           | –           |

### Puchar Świata

#### Miejsca w klasyfikacji generalnej
| Sezon     | Miejsce |
| --------- | ------- |
| 1995/1996 | 13.     |
| 1996/1997 | 21.     |
| 1997/1998 | 10.     |
| 1998/1999 | 19.     |
| 1999/2000 | 30.     |
| 2000/2001 | 15.     |
| 2001/2002 | 11.     |
| 2002/2003 | 19.     |
| 2003/2004 | 6.      |
| 2004/2005 | 5.      |
| 2005/2006 | 21.     |
| 2006/2007 | 14.     |
| 2007/2008 | 50.     |

#### Miejsca na podium w zawodach chronologicznie
| Lp. | Dzień        | Rok   | Miejscowość     | Konkurencja                | Lokata | Pudła   | Czas biegu | Strata  | Zwycięzca            |
| --- | ------------ | ----- | --------------- | -------------------------- | ------ | ------- | ---------- | ------- | -------------------- |
| 1.  | 7 marca      | 1996  | Pokljuka        | Sprint na 10 km            | 1.     | 0+0+0+0 | 52:43,6    | –       | –                    |
| 2.  | 16 stycznia  | 1997  | Anterselva      | Bieg indywidualny na 20 km | 3.     | 0+0+0+2 | 56:37,9    | +25,2   | Ludwig Gredler       |
| 3.  | 13 stycznia  | 1999  | Ruhpolding      | Bieg masowy na 15 km       | 3.     | 0+0+0+1 | 41:08,1    | +15,8   | Raphaël Poirée       |
| 4.  | 18 marca     | 2000  | Chanty-Mansyjsk | Bieg pościgowy na 12,5 km  | 3.     | 0+0+1+0 | 37:30,8    | +13,6   | Sven Fischer         |
| 5.  | 30 listopada | 2001  | Anterselva      | Bieg indywidualny na 20 km | 3.     | 1+0+0+0 | 58:03,3    | +1:23,4 | Zdeněk Vítek         |
| 6.  | 14 grudnia   | 2001  | Anterselva      | Bieg indywidualny na 20 km | 1.     | 0+0+0+0 | 54:55,0    | –       | –                    |
| 7.  | 19 grudnia   | 20001 | Osrblie         | Bieg indywidualny na 20 km | 3.     | 0+1+1+0 | 54:08,2    | +38,4   | Frank Luck           |
| 8.  | 7 grudnia    | 2003  | Kontiolahti     | Bieg pościgowy na 12,5 km  | 3.     | 1+0+1+0 | 35:49,9    | +1:19,5 | Ole Einar Bjørndalen |
| 9.  | 19 grudnia   | 2003  | Osrblie         | Sprint na 10 km            | 1.     | 0+0     | 24:05,4    | –       | –                    |
| 10. | 6 marca      | 2004  | Fort Kent       | Bieg masowy na 15 km       | 3.     | 0+0+0+0 | 36:58,3    | +6,9    | Sven Fischer         |
| 11. | 4 grudnia    | 2004  | Beitostølen     | Bieg pościgowy na 12,5 km  | 3.     | 0+0+0+1 | 31:15,9    | +4,0    | Sven Fischer         |
| 12. | 15 grudnia   | 2004  | Östersund       | Sprint na 10 km            | 3.     | 0+0     | 26:12,3    | +11,2   | Stian Eckhoff        |
| 13. | 17 grudnia   | 2004  | Östersund       | Bieg pościgowy na 12,5 km  | 2.     | 1+0+0+1 | 34:00,2    | +18,8   | Egil Gjelland        |
| 14. | 19 grudnia   | 2004  | Östersund       | Bieg masowy na 15 km       | 2.     | 0+0+1+1 | 38:46,8    | +11,4   | Raphaël Poirée       |
| 15. | 9 lutego     | 2005  | Pragelato       | Bieg indywidualny na 20 km | 3.     | 0+0+0+0 | 53:18,7    | +32,4   | Michael Greis        |
| 16. | 11 lutego    | 2005  | Pragelato       | Sprint na 10 km            | 1.     | 0+0     | 26:43,8    | –       | –                    |
| 17. | 16 lutego    | 2005  | Pokljuka        | Sprint na 10 km            | 2.     | 0+0     | 24:55,6    | +5,6    | Aleksandr Syman      |
| 18. | 18 lutego    | 2005  | Pokljuka        | Bieg pościgowy na 12,5 km  | 2.     | 0+1+1+0 | 34:29,1    | +5,2    | Nikołaj Krugłow      |
| 19. | 19 marca     | 2005  | Chanty-Mansyjsk | Bieg masowy na 15 km       | 3.     | 0+1+0+0 | 40:31,9    | +44,8   | Raphaël Poirée       |
| 20. | 26 marca     | 2006  | Oslo            | Bieg masowy na 15 km       | 3.     | 0+0+0+0 | 39:01,7    | +14,1   | Ole Einar Bjørndalen |